# Pretinha
Delma Gonçalves (sinh ngày 19 tháng 5 năm 1975), thường được gọi là Pretinha, là cựu cầu thủ bóng đá nữ chuyên nghiệp người Brasil. Một thành viên lâu năm của đội tuyển quốc gia Brasil, đội bóng mà bà ra mắt vào năm 1991. Bà từng chơi cho các câu lạc bộ ở Brasil, Hoa Kỳ và Nhật Bản trước khi chuyển đến Hàn Quốc vào năm 2009.
Với đội tuyển quốc gia Brasil, Pretinha đã tham gia vào bốn Giải vô địch bóng đá nữ thế giới: ở Trung Quốc (1991), Thụy Điển (1995), Hoa Kỳ (1999) và Trung Quốc (2007). Bà cũng đã chơi trong bốn Thế vận hội Mùa hè: ở Atlanta (1996), Sydney (2000), Athens (2004) và Bắc Kinh (2008). Bà giành huy chương bạc tại các giải đấu Thế vận hội Mùa hè năm 2004 và 2008.

## Sự nghiệp quốc tế
Khi đội tuyển bóng đá nữ quốc gia Brasil chuẩn bị cho Giải vô địch bóng đá nữ thế giới 1991, họ chơi một trận đấu tập với đội Liga Desportiva de Nova Iguaçu (LDNI) và chọn cầu thủ Pretinha 16 tuổi vào đội hình. Brasil thắng dễ dàng, đi kèm với chiến thắng là việc phát hiện ra Pretinha rất xuất sắc và cô được triệu tập chính thức tham gia cùng đội tuyển quốc gia Brasil cho giải World Cup Bóng đá nữ. Chuyến đi máy bay đến Quảng Đông ở Trung Quốc là lần đầu tiên Pretinha, cầu thủ trẻ tuổi đi du lịch bên ngoài tiểu bang Rio.
Chấn thương đầu gối của Pretinha vào tháng 7 năm 2003 góp phần làm bà bị loại khỏi đội hình của Brasil tham gia World Cup Bóng đá nữ năm 2003.